# 春夏秋冬 (泉谷しげるの曲)
『春夏秋冬』（しゅんかしゅうとう）は、泉谷しげるの楽曲。1972年に発表され、その後も様々なバージョンがアルバムに収録されている。同年9月25日にはライブ音源が泉谷しげる通算2枚目のシングルとして発売された。泉谷の最大のヒット曲であり代表曲である。

## 紅白歌合戦での披露
2013年に、泉谷は『第64回NHK紅白歌合戦』に初出場し「新年から新たなスタートを切る人を応援したい」として、『春夏秋冬2014』のタイトルで本楽曲を歌唱した。

## シングル

### 1972年盤

#### 背景
このシングル盤は1972年5月6日に日比谷野外音楽堂で行われた「唄の市」で演奏されたライブバージョンが収録されている。

#### リリース
1972年9月25日に、キャニオン・レコード（現：ポニーキャニオン）のAARD-VARKレーベルから発売された。

#### 収録曲
| 全作詞・作曲: 泉谷しげる。 |                    |            |            |      |
| #                          | タイトル           | 作詞       | 作曲・編曲 | 時間 |
| 1.                         | 「春夏秋冬」       | 泉谷しげる | 泉谷しげる | 3:22 |
| 2.                         | 「ひねくれ子守唄」 | 泉谷しげる | 泉谷しげる | 2:50 |
| 合計時間:                  | 合計時間:          | 6:12       |            |      |

### 1988年盤

#### ディスクジャケット
ジャケットに書かれている「春夏秋冬」の文字は、RCサクセションの忌野清志郎によるもの。

#### リリース
1988年11月21日発売に、ビクター音楽産業のInvitationレーベルから、EPレコードと8cmCDの2形態で発売された。

#### 収録曲
| 全作詞・作曲: 泉谷しげる。 |                                                               |            |            |                    |
| #                          | タイトル                                                      | 作詞       | 作曲・編曲 | 編曲               |
| 1.                         | 「春夏秋冬」                                                  | 泉谷しげる | 泉谷しげる | 泉谷しげる & LOSER |
| 2.                         | 「ロックンロールにゃ金かかる <マザー・エンタープライズ社歌>」 | 泉谷しげる | 泉谷しげる |                    |

#### スタッフ
| 春夏秋冬 - PRODUCED BY SIGERU IZUMIYA - CO-PRODUCED & DIRECTED BY HIRO INOGUCHI (VICTOR INVITATION) - RECORDED & MIXED BY SHUJI YAMAGUCHI - ART DIRECTION : TAKUMI OGASAWARA - PHOTOGRAPH : YOSHIAKI SUGIYAMA - DESIGN : STUDIO TOYS' - TITLE LETTERING : KIYOSHIRO IMAWANO - EXECUTIVE PRODUCED BY TAKESHI TAKAGAKI (VICTOR INVITATION), KISAKU SAKATA - ARRANGED BY SIGERU IZUMIYA & LOSER LOSER ARE: SHUICHI “PONTA” MURAKAMI, KEN YOSHIDA, REICHI NAKAIDO (RC SUCCESSION) * JUN SHIMOYAMA GUEST MUSICIAN : HOPPY KAMIYAMA | ロックンロールにゃ金かかる <マザー・エンタープライズ社歌> - PRODUCED BY SIGERU IZUMIYA, MAKOTO FUKUDA (Mother Enterprise) - PERFORMED BY IZUMIYA & YUKAI & SHAKE (RED WARRIORS) |

#### メディアでの使用
| # | 曲名         | タイアップ                                                  | 出典  |
| - | ------------ | ----------------------------------------------------------- | ----- |
| 1 | 「春夏秋冬」 | フジテレビ系木曜劇場『あなたが欲しい - I WANT YOU -』主題歌 | [ 4 ] |

## カバー
- SION (1986年、シングル「春夏秋冬」・1987年、アルバム『春夏秋冬』収録)
- 鈴木彩子（1993年、アルバム『けがれなき大人への道』収録）
- Song For Memories（鈴木康博・山本潤子・細坪基佳）（2000年、アルバム『Song For Memories』収録）
- 福山雅治（2001年、シングル「桜坂」・アルバム『f』収録）
- 川村結花（2003年、アルバム『around the PIANO』収録）
- 福田沙紀（2006年、シングル「グッド・バイ・マイ・ラブ」収録）
- 松山千春（2006年、アルバム『再生』収録）
- 和田アキ子（2006年、アルバム『今日までそして明日から』収録・シングル『晴レルヤ』収録）
- MOOMIN（2006年、アルバム『Adapt』収録）
- 砂川恵理歌（2007年、ミニアルバム『笑』収録）
- YMCK（2008年、アルバム『YMCK SONGBOOK 〜songs before 8bit〜』収録）
- 森山良子（2008年、アルバム『春夏秋冬』収録）
- 中村あゆみ（2009年、アルバム『VOICE III 〜青春の光と影〜』収録）
- 吉幾三（2012年、アルバム『あの頃の青春を詩う』収録）
- LoVendoЯ（2013年、アルバム『ラベンダー カバー The ROCK』収録）
- go!go!vanillas（2015年、アルバム『バイリンガール』収録）
- さだまさし（2021年、『アオハル49.69』収録[5]）

他にも、漫画『SHIORI EXPERIENCE ジミなわたしとヘンなおじさん』でも、挿入歌として使用されている。